# Aneurianna
Aneurianna, rod crvenih algi smješten u tribus Amansieae, dio porodice Rhodomelaceae. 
Sastoji se od 4 morske vrste. Rod je opisan 2006.

## Vrste
1. Aneurianna dentata L.E.Phillips
2. Aneurianna lorentzii (Weber Bosse) L.E.Phillips
3. Aneurianna nozawae (R.E.Norris) L.E.Philipps
4. Aneurianna ogasawaraensis T.Kitayama